# Airyantha
Genre
Classification phylogénétique
Airyantha est un genre de plantes à fleurs dicotylédones de la famille des Fabaceae, sous-famille des Faboideae, originaire d'Afrique et d'Asie, qui comprend deux espèces acceptées.

## Liste d'espèces
Selon Catalogue of Life (22 octobre 2018) :
- Airyantha borneensis (Oliv.) Brummitt
- Airyantha schweinfurthii (Taub.) Brummitt